# There, Little Girl, Don't Cry
There, Little Girl, Don't Cry è un cortometraggio muto del 1910. Il nome del regista non viene riportato. La protagonista è interpretata da Margarita Fischer al suo debutto cinematografico.
Il soggetto del film è tratto da un'opera poetica di James Whitcomb Riley, le cui opere diedero spunto a una decina di storie adattate per lo schermo.

## Produzione
Il film fu prodotto da William Nicholas Selig per la sua compagnia, la Selig Polyscope Company.

## Distribuzione
Distribuito dalla Selig Polyscope Company, il film - un cortometraggio in una bobina - uscì nelle sale cinematografiche statunitensi il 12 maggio 1910.